# Die Schrift
Die Schrift ist die deutsche Übersetzung des Tanachs, der hebräischen Bibel, durch die jüdischen Philosophen Martin Buber und Franz Rosenzweig. Sie entstand von 1926 bis 1938, bis 1929 gemeinsam durch Buber und Rosenzweig, nach dessen Tod in diesem Jahr wurde sie von Buber allein weitergeführt und vollendet. Von 1954 bis 1962 überarbeitete Buber den Text noch einmal.
Ursprünglich planten Buber und Rosenzweig nur eine Überarbeitung des Luthertextes. Dies erwies sich aber als nicht gangbar.
Die Übersetzung entstand auf Anregung des Verlegers Lambert Schneider, es gab jedoch keinen institutionellen Auftraggeber wie beispielsweise eine Synagogengemeinde oder eine Kirche. Die Übersetzer waren dadurch frei, ihre eigenen Auffassungen vom Übersetzen umzusetzen. Sie korrigierten ihre Arbeiten gegenseitig, ließen sie sich von Dritten vorlesen und verglichen ihre Fassungen mit gängigen deutschen, englischen, französischen und italienischen Übersetzungen.
Rosenzweig, der „ein der Form des Originals möglichst gleichwertiges Gebilde schaffen“ wollte, äußerte seine Auffassung vom Übersetzen so:

„Die Aufgabe des Übersetzers ist eben ganz missverstanden, wenn sie in der Eindeutschung des Fremden gesehen wird. […] Ich werde den Menschen, seinen Ton, seine Meinung, seinen Herzschlag nicht hören. Aber ist denn das möglich? Wird der Sprache nicht mit dieser Aufgabe, den fremden Ton in seiner Fremdheit wiederzugeben, also nicht das Fremde einzudeutschen, sondern das Deutsche umzufremden, etwas Unmögliches abverlangt?“

„Was aber im Sprechen entstanden ist, kann nur im Sprechen je und je wiederleben, ja nur durch [… das Sprechen] rein und wahr aufgenommen werden. […] Schon die hebräische Bezeichnung für ‚lesen‘ bedeutet ‚ausrufen‘. […] auch unsere Verdeutschung der Schrift will ‚ausgerufen‘ werden. Dann nur wird die Ungeläufigkeit ihrer Wirkung nicht zur Befremdlichkeit entarten.“

Die Schrift ist weitestgehend eine konkordante Übersetzung und bedient sich einer dichterischen Sprache. Sie strebt an, den sprachlichen Charakter des Urtextes wiederzugeben, z. B. „Irrsal und Wirrsal“ für „tohu wabohu“. Sie soll „übermitteln, was da steht“, und versucht, die Gliederung der Atemzug- und Sinneinheiten des Originals wiederzugeben.
Leseprobe (Bereschit (= Genesis)) 1,1f:

„Im Anfang schuf Gott den Himmel und die Erde.
Die Erde aber war Irrsal und Wirrsal. Finsternis über Urwirbels Antlitz. Braus Gottes schwingend über dem Antlitz der Wasser.“

## Ausgaben
- Die Schrift. Aus dem Hebräischen verdeutscht von Martin Buber gemeinsam mit Franz Rosenzweig, 4 Bände (Taschenbuch), 2688 Seiten, Deutsche Bibelgesellschaft, 1. Auflage (1992), ISBN 978-3438014917
- Die Schrift. Verdeutscht von Martin Buber gemeinsam mit Franz Rosenzweig – mit Bildern von Marc Chagall (Gebundene Ausgabe), 1176 Seiten, GVH Wissenschaft & Gemeindepraxis, 1. Auflage (Oktober 2007), ISBN 978-3579064482